# Blues Magoos
The Blues Magoos — американская рок-группа из Бронкса, Нью-Йорк. Они находились на гребне волны психоделического тренда, начиная уже с 1966 года. Наиболее известными композициями являются «(We Ain’t Got) Nothin’ Yet» и кавер-версия «Tobacco Road».

## История

### 1964—1971
Группа была образована в 1964 году под названием The Trenchcoats. Оригинальными участниками являлись Эмил «Пеппи» Тильхельм, также известный как «Пеппи» Кастро (вокал, гитара), Деннис ЛеПор (ведущая гитара), Ральф Скала (орга́н, вокал), Рон Гилберт (бас-гитара) и Джон Финнеган (ударные). Группа начала приобретать популярность, выступая в различных клубах Гринвич-Виллиджа. В 1966 году группа изменила своё название, чтобы влиться в зарождающийся психоделический андерграунд, — первоначально на Bloos Magoos, а затем на Blues Magoos. Также в группе произошло изменение состава, в результате которого новым соло-гитаристом стал Майк Эспозито, а барабанщиком — Джефф Дакинг.
В звучании группы стала преобладать психоделия. Выпущенный на лейбле Verve Records сингл «So I’m Wrong and You Are Right», би-сайдом к которому стал «The People Had No Faces», не сумел получить большого успеха. Однако в конце 1966 года лейбл Mercury Records заключила с группой контракт. Вскоре после этого состоялся релиз дебютного альбома Psychedelic Lollipop, который стал одним из первых релизов, использующих слово «психоделический» (англ. psychedelic) (оно также было в первом альбоме группы 13th Floor Elevators The Psychedelic Sounds of the 13th Floor Elevators и в Psychedelic Moods группы The Deep, который также вышел в 1966 году). Они часто играли в кофейне Chess Mate, пользовавшейся популярностью среди жителей Детройта. Владельцем кафе был Моррис Виденбаум, у которого также играли такие группы, как Southbound Freeway и Siegel-Schwall Blues Band. В туре по США в 1967 году Blues Magoos играли на разогреве у The Who и хэдлайнеров тура Herman's Hermits.
В 1967 году вышел сингл наиболее популярной песни группы «(We Ain’t Got) Nothin’ Yet», би-сайдом к которой стала песня «Gotta Get Away». Басы песни использовали технику остинато, а органные риффы на Vox Continental отсылали к риффам кавера Рики Нельсона на «Summertime» 1962 года. Позднее Deep Purple использовали этот рифф в их хите «Black Night», также как и Liverpool Five в «She’s Mine». Сингл достиг пятой строчки в чарте США, хотя не добился такого же успеха в Соединённом Королевстве.
Следующий сингл Blues Magoo «There’s A Chance We Can Make It» оказался менее успешным, хотя его би-сайд «Pipe Dream» добился большего успеха, заняв 40 строчку. После ещё одного безуспешного сингла «One By One» дальнейшие песни группы стали игнорироваться лейблами. Последующие альбомы Electric Comic Book и Basic Blues Magoos не смогли добиться такого же серьёзного успеха, как Psychedelic Lollipop. Участники группы были обескуражены таким поворотом событий, и в итоге в середине-конце 1968 года группа распалась из-за разногласий по поводу музыкального направления группы и финансовых проблем.
В начале 1969 года Кастро сформировал новую группу с Эриком Казом, Ричи Диконом, Джоном Лейлло и Роджером Итоном. Группа подписала контракт с ABC Records после того, как согласилась сохранить название Blues Magoos. Другие участники группы переехали на западное побережье. Тед Манда был призван на службу, хотя в 1969 состоялся релиз сингла «Let Your Love Ride» с би-сайдом «Who Do You Love» ещё до замены Манды Джои Стеком, игравшего ранее в The Millennium. После этих событий участники группы окончательно разошлись. Ральф Скала и Джои Стек в будущем выступали как участники The Dependables. В 1969 году Blues Magoos выпустили альбом Never Goin' Back To Georgia, но релиз не привлёк никакого внимания. Итон покинул группу, а остальные участники воспользовались помощью сессионных музыкантов, чтобы дополнить Gulf Coast Bound, который, тем не менее, также не имел успеха. В дальнейшем группа существовала ещё несколько лет пока окончательно не распалась.

### 1972—настоящее
После выступления в рок-мюзикле «Волосы» и записи на лейбле Mercury с приятелем Эксума Тони Маккеем «Пеппи» Кастро собрал группу Barnaby Bye с Бобби и Билли Алесси. Группа выпустила два альбома на лейбле Atlantic Records: Room to Grow (1972) и Touch (1973). В 1981 году он сотрудничал с группой Balance, чья песня «Breaking Away» достигла 22-й позиции в Billboard Hot 100.
В июле 2008 Blues Magoos в составе таких оригинальных участников коллектива, как Ральф Скала, Кастро и Джефф Дакинг возобновила своё существование для того, чтобы дать несколько концертов, один из которых прошел совместно с The Zombies. В декабре 2009 они гастролировали по Испании в рамках фестиваля Purple Weekend. В 2014 Blues Magoos выпустили свой первый за 43 года альбом, названный Psychedelic Resurrection (с англ. — «Психоделическое воскрешение»), в поддержку которого в 2015 году состоялся тур.

## Дискография
- Psychedelic Lollipop (1966)
- Electric Comic Book (1967)
- Basic Blues Magoos[англ.] (1968)
- Never Goin' Back to Georgia (1969)
- Gulf Coast Bound (1970)
- Psychedelic Resurrection (2014)

## Переиздания на CD
В настоящее время на CD переизданы все оригинальные альбомы группы. Лейбл Repertoire Records выпустил три альбома в делюксовом издании с расширенным буклетом внутри. Каждый CD включал в себя бонус-треки как в моно, так и в стерео-версии и раритетные записи. Кроме того, диски с двойным альбомом Psychedelic Lollipop/Electric Comic Book всё ещё продаются Collectables Records, а Mercury Records до сих пор продают антологию альбомов группы Kaleidoscopic Compendium. С 1969 года релизы группы более не издавались на физических носителях. В 2011 году Sundazed Records выпустила ограниченное переиздание альбомов Psychedelic Lollipop и Electric Comic Book в формате винила и дисков ограниченным тиражом в одну тысячу копий. В переиздании удалось значительно улучшить звучание по сравнению с записями двадцатого столетия.